# 日本海パークライン
日本海パークライン（にほんかいパークライン）は、新潟県村上市から山形県鶴岡市までの2市で構成されている日本風景街道のひとつで、この場合の街道とは特定の道を指す物ではなく、その地域ならではの自然・文化を活かし、景観の向上・地域活性化・観光振興などを行うとりくみのこと。日本海の豊かな自然、歴史、文化、温泉などの魅力を発信し、植生や町並みを生かした地域づくりを目的とする。

## 概要
「日本海パークライン」は、2007年（平成19年）11月、国土交通省の日本風景街道に登録されたもので、2019年現在、北陸に14ある風景街道のひとつ。国道7号・国道345号・瀬波1号線を中心とした、村上市・鶴岡市の地域。

## 沿道の見所
瀬波温泉エリア
- 村上の町屋
  - 村上市内にある城下町の区割りや伝統的な家屋が残る町並み[1]。
- 瀬波温泉
  - 明治37年に石油の掘削中に見つかった温泉。別名「熱の湯」[1]。

笹川流れエリア
- 笹川流れ

あつみ温泉エリア
- あつみ温泉
- 念珠の松庭園
  - 約400年前に地植えされたクロマツを中心にした庭園で造園家・中島健の設計により完成[1]。

## 活動主体
- みちづくりパートナーシップ「日本海パークライン」
  - 14団体

## エリア内の道の駅
- 道の駅あつみ
- 道の駅笹川流れ